# Roero
Roero (phát âm tiếng Ý: [roˈɛːro]; tiếng Piemonte: Roé [rʊˈe]) là một khu vực địa lý nằm ở góc đông bắc của tỉnh Cuneo, vùng Piemonte, tây bắc Ý. Khu vực này được biết đến như là vùng sản xuất rượu vang và trái cây, đặc biệt là đào ở Canale và lê ở Vezza d'Alba. Một loại nông sản khác là dâu tây cũng được trồng tại đây.
Cái tên xuất phát từ gia tộc thương gia và chủ ngân hàng Roero, những người nổi bật về chính trị tại Asti và cai trị Roero trong nhiều thế kỷ thời Trung Cổ. Roero là nơi sản xuất là loại rượu vang Arneis nổi tiếng. Về mặt địa lý, lãnh địa Roero nằm trong các đô thị Castellinaldo, Canale, Corneliano d'Alba, Piobesi d'Alba, Vezza d'Alba, và một phần thuộc Baldissero d'Alba, Castagnito, Guarene, Govone, Magliano Alfieri, Montà, Monteu Roero, Pocapaglia, Priocca, Santa Vittoria d'Alba, Santo Stefano Roero và Sommariva Perno.

## Vị trí
Roero nằm ở phía bắc của Alba. Sông Tanaro tạo thành ranh giới phía nam của nó, chia tách với Langhe. Về phía bắc, nó có ranh giới không chính thức với Montferrat theo khoảng ranh giới giữa hai tỉnh Cuneo và Asti, mặc dù Cisterna d'Asti có thể coi là một phần của Roero. Về phía tây bắc, nó bị giới hạn bởi tỉnh Torino.